# 松本ハイランドすいか

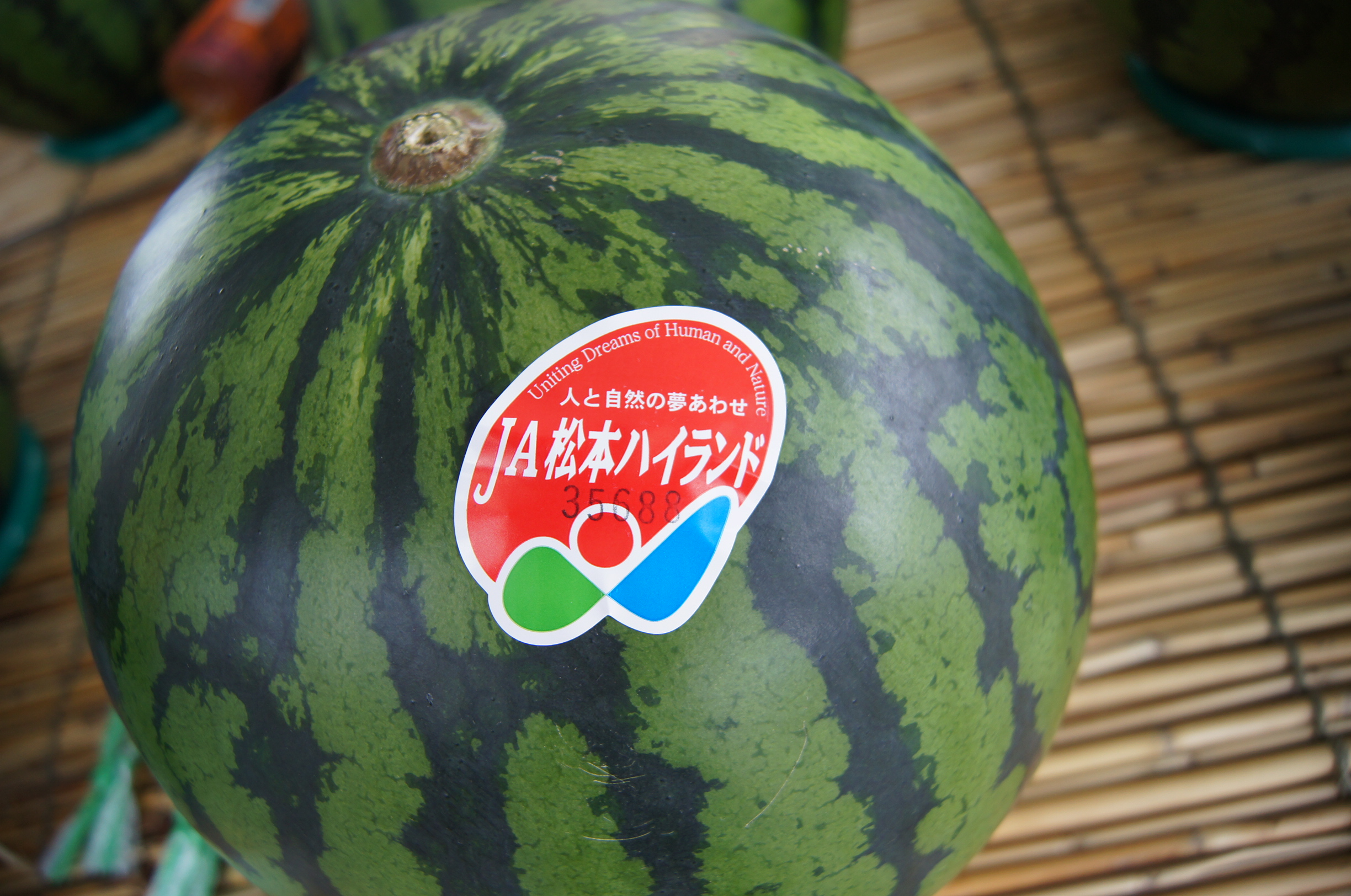
松本ハイランドすいかのラベル

松本ハイランドすいか（まつもとハイランドすいか）は、長野県松本市を主な活動範囲とする松本ハイランド農業協同組合が集荷・選果・出荷するスイカのブランド名である。

## 概要
松本ハイランド農業協同組合が活動範囲とする地域のうちでも、和田支所、新村支所、今井支所、波田支所、山形支所の地域では、スイカの栽培が盛んである。この地域の土質が火山灰由来で排水性がよいことと、松本盆地の気候が中央高地式気候で、気温の日較差が大きいことから、美味しいスイカが育つのだと言われている。また、松本ハイランド農協のすいか生産部会のなかで、スイカが栽培できる範囲を決めている。生産されたスイカはすべて、松本市波田下原にある選果場に集められ、自動機械で糖度などが測定され、等級分けされ、箱詰めされて、東京・大阪を含む各地の市場に出荷される。区域の作付面積は約250ha、出荷個数約200万個である。

## 歴史

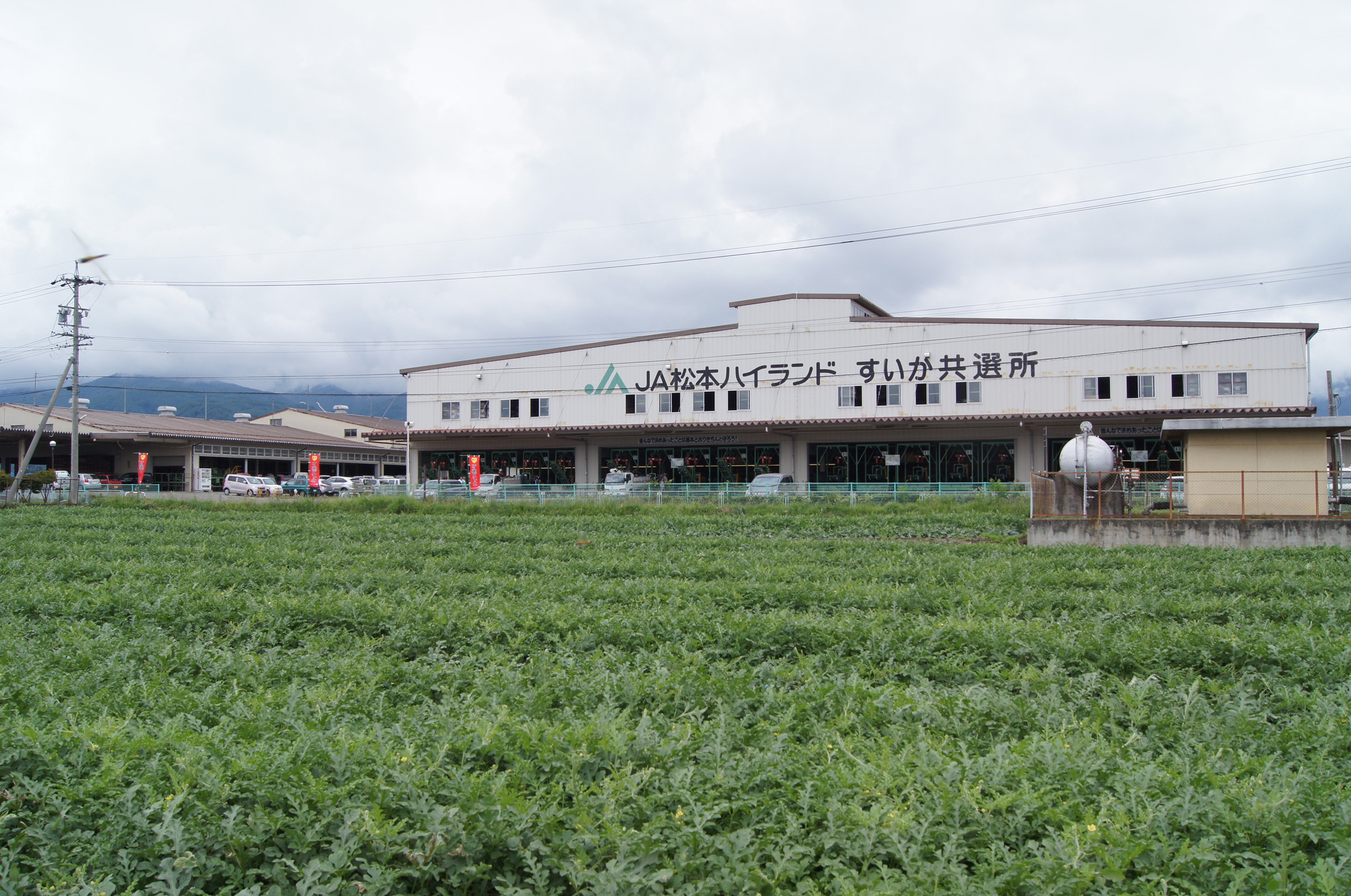
JA松本ハイランドすいか共選所

1935年ころ、松本市波田の下原集落でスイカが作られ始めた。1950年代後半、ここで生産されたスイカは下原スイカとしてすでに松本では有名であった。1960年ころには、当時すでに松本市内だった並柳地区でもスイカ栽培が盛んであり、下原集落では並柳が自分たちの先進スイカ栽培地区であると考えていた。下原のスイカ農家は、栽培技術の研修のために、この並柳地区や、千葉県のスイカ農家・東京の青果市場に赴いていた。
和田地区、山形村は、この下原集落に隣接していることから、スイカ栽培が浸透するようになった。また、旧波田町には、下原集落の西側に、150haを越す水田地帯が広がっていた。この水田地帯における農業構造改善事業による区画整理事業が1970年ころに完了したころから、「米余り」による水田の休耕・転作政策が進められ、この地域における転作品目としてはスイカが最大面積を占めるようになった。ただし、この水田地帯に耕作地を持つ下原集落の農家は少なかったし、転作面積は多かったので、その多くは下原集落以外の農家によってになわれることとなった。
1981年に、波田町農協は政府の補助金約3億円を受けて「スイカ共同選果所」を建設した。これ以前は、各農家を当番農家の担当者が巡回して選果状況をチェックして、選果基準の統一をはかってはいたが、基本は個別農家の選果であり、各農家の軒先から出荷されていた。しかし、この時から、生産されたスイカは選果場に集められ、自動機械で等級分け、箱詰めされて、大型トラックに積まれて各地の市場に「下原スイカ」というレッテルを貼られたスイカとして出荷されるようになった。80年代後半には、東京市場でも「下原スイカ」の評価は高かった。
松本平農協でも、「スイカ共同選果所」が和田地区殿に建設され、同様な出荷態勢がとられていた。ここから出荷されるスイカには「松本すいか」のレッテルが貼られて、このブランド名で市場に流通していた。
1992年に、松本平農協・波田町農協・山形村農協が合併し松本ハイランド農協が発足した。この時から、松本ハイランド農協が出荷するスイカはすべて「松本ハイランドすいか」というブランド名で出荷されるようになった。スイカ共同選果所は、従来の2つが比較的互いに近かった（約1800ｍ）ことから、波田町農協が建設・運営していたものに統合された。和田地区殿のスイカ共同選果所は「あぐり資材センター和田」に姿を変えたが、毎年7月15日ころから8月20日ころまで「生産者の直売所 すいか村」として、松本ハイランドすいかが販売されてにぎわっている。

## 2012年の動き
- ビニールトンネルの中に育つ苗
- 出荷が始まった時期
- あぐり資材センター和田前広場

2012年の露地物スイカの出荷は7月9日から始まった。この日、松本ハイランド農協のすいか共選所には36軒の農家が約1万玉のスイカを運び込んだ。共選所では、検査員が傷などを確認し、センサーが糖度や熟度を確認、重量・品質別にベルトコンベアで運ばれ箱詰めされて、大型トラックで出荷される。この年は、6月以降の日照時間が多く、昼夜の気温差が大きかったために糖度が高く、まれにみる出来の良さと評価されていた。出荷の最盛期は7月下旬から8月中旬で、共選所には9月中旬までに約250戸の農家が260haで栽培したスイカ約200万玉を持ち込み、ここから全国に出荷する。

## 共同選果所の様子
- トラックで持ちこまれたスイカ
- ラインを流れるスイカ
- パレット上に積まれたスイカ
- フォークリフトで積み込まれるスイカ